# Джураев, Шерали
Шермат (Шерали) Джураев (узб. Shermat Joʻrayev / Шермат Жўраев; родился приблизительно 12 апреля 1947, Ленинский район, Андижанская область, Узбекская ССР, СССР — 4 сентября 2023) — узбекский певец, музыкант, поэт, композитор и актёр. Народный артист Узбекской ССР (1987) и Таджикистана (2018), лауреат государственной премии имени Алишера Навои (1991), кавалер ордена «Фидокорона хизматлари учун» (2018)
Этнически являлся таджиком - самого крупнейшего коренного меньшинства Узбекистана.

## Биография
В 1966 году поступил и в 1971 году окончил Ташкентский государственный институт искусств и культуры Узбекистана.
Написал более тысячи песен, переложил на музыку стихи знаменитых узбекских поэтов. Автор театрального концерта «История поёт». Автор сценария и исполнитель главной роли в художественном фильме «Шерали и Ойбарчин».
В 1990—1995 годах был депутатом Кенгаша парламента Республики Узбекистан.
Автор книги «Ребёнок владыка земли».
Исполнил свыше 600 песен.
Отец пятерых детей: двух сыновей и троих дочерей. Сыновья Шохжахон Джураев, Зоиршох Джураев тоже пошли по стопам отца и стали певцами.
Скончался 4 сентября 2023 года на 76-м году жизни.